# Kingsman: The Secret Service (Comic)
Kingsman: The Secret Service ist eine Comic-Serie von Mark Millar, Dave Gibbons und Matthew Vaughn und erschien von 2012 bis 2013 in 6 Teilen zunächst unter dem Titel The Secret Service bei Icon Comics. Nach der 2014 erschienenen Verfilmung, die den Titel Kingsman: The Secret Service trägt, wurden auch die weiteren veröffentlichten Ausgaben des Comics mit dem Titel The Secret Service: Kingsman oder Kingsman: The Secret Service versehen. Die Geschichte handelt von dem in London lebenden Eggsy, der von seinem Onkel, der selber Geheimagent ist, dazu gebracht wird, sich zum Spion des britischen Geheimdienstes ausbilden zu lassen.

## Handlung
Der Comic beginnt in Zermatt in einer beschneiten Berghütte, in der der Schauspieler Mark Hamill von einigen bewaffneten Männern festgehalten wird. Auf einmal betritt ein weiterer Mann den Raum und erschießt die anwesenden Kidnapper. Nachdem er sich als Spion des britischen Geheimdienstes vorstellt startet er einen Versuch Hamill zu retten, der allerdings misslingt, da beide nach der Flucht vor weiteren Verfolgern in eine Schlucht stürzen und sterben, da der Fallschirm, der sie hätte retten sollen, sich nicht öffnet. Die noch übrigen Kidnapper, die den Sturz beobachtet haben fürchten sich nun vor dem Zorn eines gewissen Dr. Arnold. Die Geschichte wird nun in Peckham, South London fortgesetzt, wo Gary zusammen mit seinen Freunden, die ihn nur Eggsy nennen, ein Auto klaut. Nach einer kurzen Verfolgungsjagd fährt Eggsy frontal gegen eine Laterne und wird festgenommen. In der Polizeistation trifft er dann auf seinen Onkel Jack London, den seine Mutter Sharon immer ruft, wenn Gary sich nicht gesetzeskonform verhält, da Jack einen Ausweis besitzt, mit dem er Eggsy vor dem Gefängnis bewahren kann. Jack arbeitet beim britischen Geheimdienst, gibt sich allerdings als Angestellter beim Betrugsdezernat aus. Er ist eigentlich mit einem Kidnapping-Fall betraut, bei dem zahlreiche Prominente entführt werden, entschließt sich allerdings dafür, sich nun um Eggsy zu kümmern und verrät ihm seine geheime Identität. Nun wird die Szenerie einer Massenhochzeit geschildert, bei der sich alle, nachdem das Ja-Wort gesprochen wurde, gegenseitig umbringen. Dies geschieht wohl alles durch Dr. Arnold, der von einem Schiff aus das Geschehen beobachtet. In einer Mitteilung an Jack London über diesen Vorfall durch den Geheimdienst wird nun eine Verbindung zwischen der Prominenten-Entführung und dem Hochzeitsmassaker hergestellt.
Am nächsten Tag wird Eggsy von seinem Onkel zu der Schule des Geheimdienstes, in der Spione ausgebildet werden, gebracht, wo ihn der Ausbildungsoffizier Rupert Greaves begrüßt und herumführt. Dann beginnt die Ausbildung, in der die Teilnehmer verschiedene Aufgabe erledigen müssen, die von Geld-Erbetteln bis hin zu einem Auftragsmord führen. Als die Auszubildenden in einem Club Frauen verführen sollen, hört Eggsy unfreiwillig ein Gespräch zweier Teilnehmer der Ausbildung mit, die sich einig sind, dass Eggsy, dadurch, dass er nicht aus elitären Kreisen stammt wie die anderen, nicht für den Beruf des Spions geeignet ist. Verärgert flüchtet er aus dem Club, klaut das Spionageauto seines Onkels und fährt zurück nach London zu seinen Freunden. Mit diesen macht er dann eine Spritztour durch die Stadt, bis sie wieder von der Polizei verfolgt werden. Aus Versehen feuert Eggsy eine Rakete aus dem Kofferraum des Autos ab, die ein Haus trifft, das stark beschädigt wird und zu brennen beginnt. Kurz darauf erscheint Jack und nimmt ihn mit in seine Wohnung, wo er anbietet, nachdem Eggsy sich über die Äußerungen seiner Mitauszubildenden beschwert, ihn persönlich auszubilden. Doch als er zustimmt, sprüht ihm sein Onkel ein betäubendes Gas ins Gesicht.
Eggsy erwacht nun, bis auf die Unterhose entkleidet, auf einer Straße in Kolumbien und erhält vom britischen Geheimdienst die Nachricht, dass er 24 Stunden Zeit hat, englischen Boden zu erreichen, da er sonst nicht weiter ausgebildet wird. Dazu erhält er eine Adresse, an der er einen Pass und ein Erste-Klasse-Ticket nach England erhalten kann. Bei dieser angekommen, die er mit einem geklauten Polizeiauto, in dem ein Gefangener sitzt, erreicht stellt er fest, dass dort das Haus des meistgesuchten Drogenbarons Lateinamerikas steht. Doch überwältigt er diesen mithilfe eines Maschinengewehrs aus dem Auto und schafft es rechtzeitig, mit ihm in seinem Privatjet nach England zu fliegen, wo er den Drogenbaron dem Geheimdienst übergibt.
Einige Zeit später ist Eggsy nun ausgebildeter Spion des Geheimdienstes und ermittelt zusammen mit seinem Onkel in dem Fall der entführten Prominenten. Hierbei steht Dr. James Arnold unter Verdacht, der vorhat, sich mit Ridley Scott zu treffen, um ihn in seinen Plan einzuweihen. Um an weitere Informationen zu gelangen, verführt Jack Arnolds Freundin und schläft mit ihr. Diese erzählt ihm, dass Arnold in der Lage ist, die Frequenz der Funkwellen zu ändern, die Handys aussenden und somit den R-Komplex im menschlichen Gehirn zu aktivieren, was die Aggressivität um ein Vielfaches erhöht. Er hat vor, wie bei der Massenhochzeit alle Menschen aufeinander zu hetzen und somit die Weltbevölkerung auf den Stand von 1800 zu bringen, um der Menschheit im Hinblick auf die Umweltprobleme noch eine Chance zu geben.
Kurz darauf klingelt es an der Tür des Hotelzimmers, in dem die beiden miteinander geschlafen haben und ein Gehilfe von Arnold namens Gazelle erschießt Jack durch die Tür. Eggsy, der den Mord durch eine Spezialbrille, die ihn mit seinem Onkel verbindet, mit ansehen muss, trifft nun auf Rupert Greaves, der ihm offenbart, dass er für Arnold arbeitet, und bietet Eggsy die Möglichkeit sich zusammen mit ihm und den entführten Prominenten an einem Ort zu treffen, an dem sie sicher vor der Veränderung der Frequenz und dem damit verbundenen Massaker sind. Doch lehnt Eggsy ab und vertauscht die Gläser ihrer beiden Drinks, woraufhin Greaves, der das Getränk seines Gegenüber vergiftet hat, sich schließlich unabsichtlich selbst umbringt. Durch das schon voreingestellte Navigationssystem von Greaves Jet schafft Eggsy es nun, zusammen mit den neuen Auszubildenden, den Ort ausfindig zu machen, an dem Arnold alle Prominenten versammelt. Dieser liegt in einem ausgehöhlten Teil des Olymps im griechischen Gebirge, der zu einer Station mit Gefängniszellen und einem Flugzeuglandeplatz ausgebaut wurde.
Parallel fliegt ein weiterer Spion mit einem Ballon in die Nähe der Atmosphäre, um einen Satelliten von Arnold abzuschießen und somit zu verhindern, dass Arnolds Funkwellensignal zu den Handys der Menschen gelangt. Im Berg angekommen, stürmen die Spione die Station und Eggsy kämpft sich zu Arnold vor, der kurz vor der Durchführung seines Planes steht. Doch als die Frequenz der Funkwellen geändert wird, beginnen die Menschen, sich gegenseitig zu umarmen und zu küssen, anstatt sich umzubringen. Es stellt sich heraus, dass einer von Eggsys Leuten sich in Arnolds System gehackt und somit den Massenmord verhindert hat. Schließlich wird Arnold von Eggsy erschossen.
Wieder zu Hause angekommen, wird Jack beerdigt, der einen Brief hinterlässt, in dem er Eggsy ein Drittel seines Besitzes vererbt und den Rest an Wohltätigkeitsorganisationen spendet. Eggsy fährt nun ins Hauptquartier des Geheimdienstes, wo er beauftragt wird, sich einem Problem in Moskau zu widmen.

## Figuren
- Gary „Eggsy“ ist ein junger Mann, der im Süden Londons bei seiner Mutter lebt. Zusammen mit seinen Freunden wird er öfters straffällig. Sein Onkel bringt ihn schließlich dazu, sich beim britischen Geheimdienst als Spion ausbilden zu lassen.
- Jack London ist Garys Onkel, der beim britischen Geheimdienst arbeitet. Während Ermittlungen gegen Dr. James Arnold wird er erschossen.
- Sharon ist Garys Mutter. Zusammen mit ihm, ihrem Freund und Garys jüngerem Bruder lebt sie in einer kleinen Wohnung.
- Dr. James Arnold ist ein Unternehmer im Bereich der Telekommunikation, der den Plan verfolgt, die Weltbevölkerung um mehrere Milliarden zu reduzieren, indem er ein weltweites durch Funkwellen verursachtes Massaker auslöst, um somit die auf der Welt herrschenden Umweltprobleme zu lösen.
- Rupert Greaves ist der Ausbildungsoffizier der Schule, an der Eggsy den Beruf des Spions erlernt. Im Geheimen arbeitet er allerdings für Dr. Arnold und wird schließlich durch seinen eigenen vergifteten Drink getötet.
- Ambrosia ist Dr. James Arnolds Freundin.
- Gazelle ist ein Gehilfe Dr. Arnolds und erschießt Jack London, nachdem eben jener mit Ambrosia geschlafen hat. Er wird später auf der geheimen Station im Olymp von Eggsy getötet.

## Rezeption
Im IGN schreibt Joshua Yehl über den ersten Teil des Comics: “He [Gibbons] creates a fun and energetic pacing that sells the wonky nature of the story and serves up enough gore to meet Millar's usual overly violent standards.” (Deutsch: Er [Gibbons] schafft eine spaßige und energetische Geschwindigkeit, die es schafft, die wacklige Art der Geschichte zu verkaufen und liefert genug Blut, um Millars Ebene an übermäßiger Gewalt gerecht zu werden.)

## Fortsetzung und Adaption
In der September/Oktober-Ausgabe des amerikanischen Playboys erschien 2017 eine Fortsetzung in Form eines sechsseitigen Kurzcomics unter dem Titel Kingsman: The Big Exit. Als Autor fungierte diesmal Rob Williams und die Illustration übernahm Özgür Yıldırım. Die Geschichte erzählt von einer weiteren Misson Eggsys, bei der er die Aufgabe hat, Gold auf dem Weg von England nach Brüssel zu bewachen, das nach dem Austreten von Großbritannien aus der EU an ebenjene gezahlt werden soll.
Von 2017 bis 2018 erschienen dann sechs weitere Teile unter dem Übertitel Kingsman: The Red Diamond erneut mit Rob Williams als Autor, jedoch Simon Fraser als Illustrator.
2014 wurde der Comic unter der Regie von Matthew Vaughn mit dem Titel Kingsman: The Secret Service verfilmt, wobei die Geschichte in einigen Teilen stark verändert wurde. Die Hauptrolle des Eggsy übernahm hierbei Taron Egerton. 2017 folgte dann eine Fortsetzung unter dem Titel Kingsman: The Golden Circle und 2021 ein Prequel mit dem Titel The King’s Man: The Beginning, wobei beide Filme inhaltlich nichts mehr mit dem Comic zu tun haben.

## Publikationstermine
1. The Secret Service #1 (11. April 2012)[8]
2. The Secret Service #2 (16. Mai 2012)[9]
3. The Secret Service #3 (18. Juli 2012)[10]
4. The Secret Service #4 (10. Oktober 2012)[11]
5. The Secret Service #5 (19. Dezember 2012)[12]
6. The Secret Service #6 (10. April 2013)[13]